# Варваровка (Хорольский район)
Варваровка (укр. Варварівка) — село,
Штомпелевский сельский совет,
Хорольский район,
Полтавская область,
Украина.
Код КОАТУУ — 5324887707. Население по переписи 2001 года составляло 18 человек.

## Географическое положение
Село Варваровка находится в 1-м км от левого берега реки Рудка,
выше по течению на расстоянии в 1 км расположено село Наталовка,
ниже по течению на расстоянии в 2 км расположено село Хильковка.

## История
Было приписана к Гавриловской церкви в Хильковке
до 1941 года была Варваривка